# 有明海沿岸道路

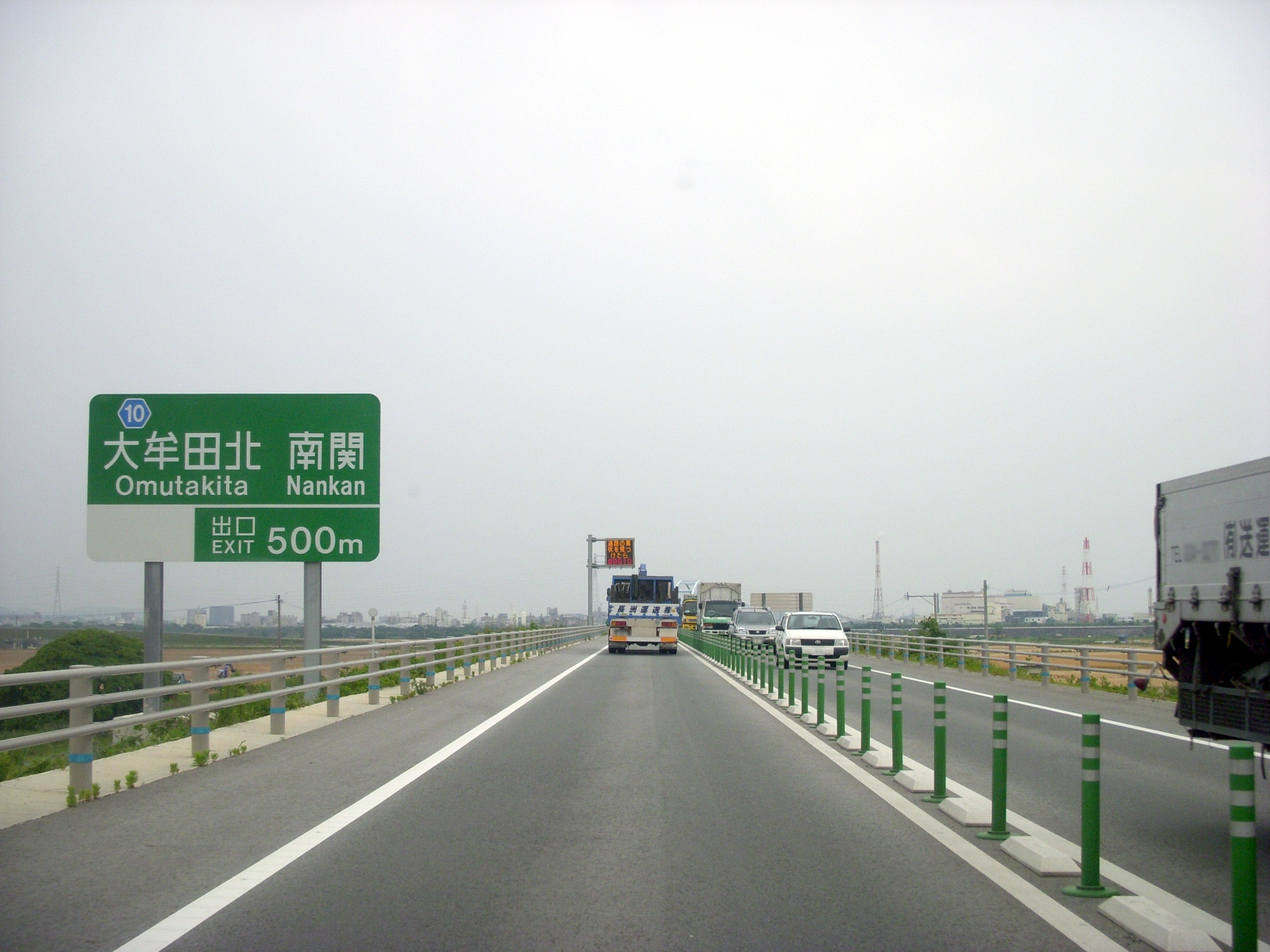
大牟田高田道路・大牟田北IC周辺（福岡県大牟田市）

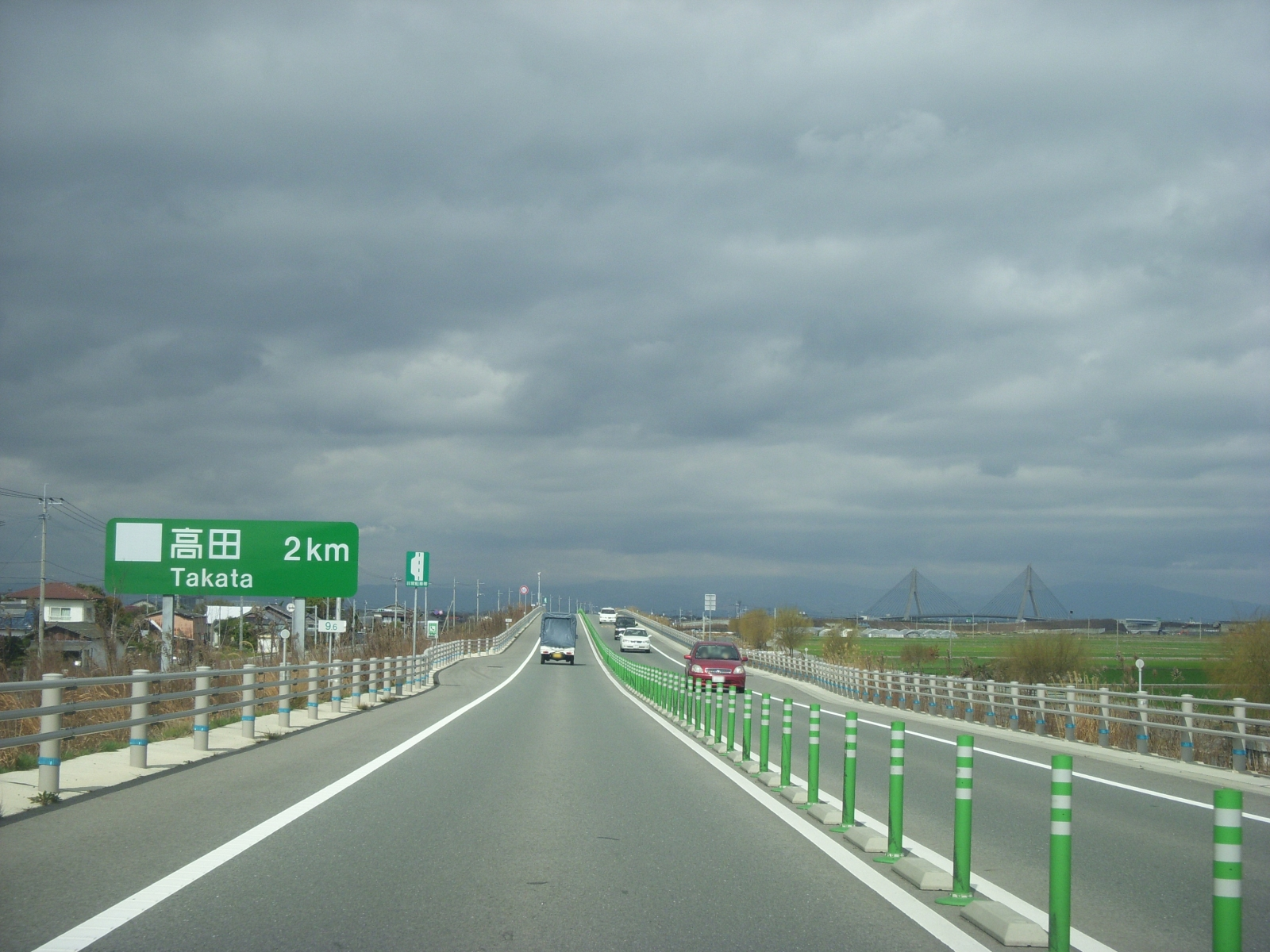
高田大和バイパス・矢部川大橋南方（福岡県みやま市高田町）

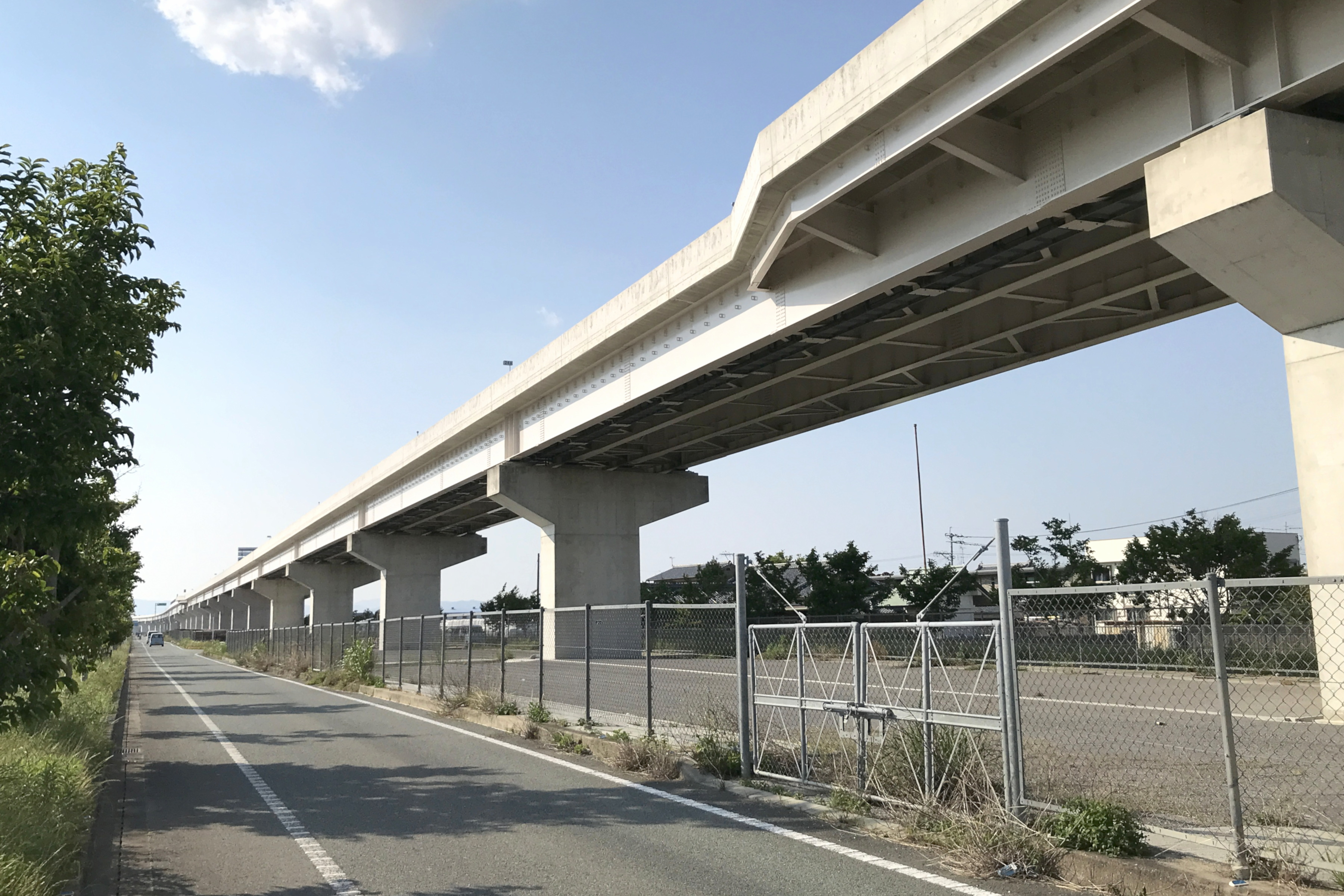
大川バイパス・大川高架橋と併設一般道路（福岡県大川市）

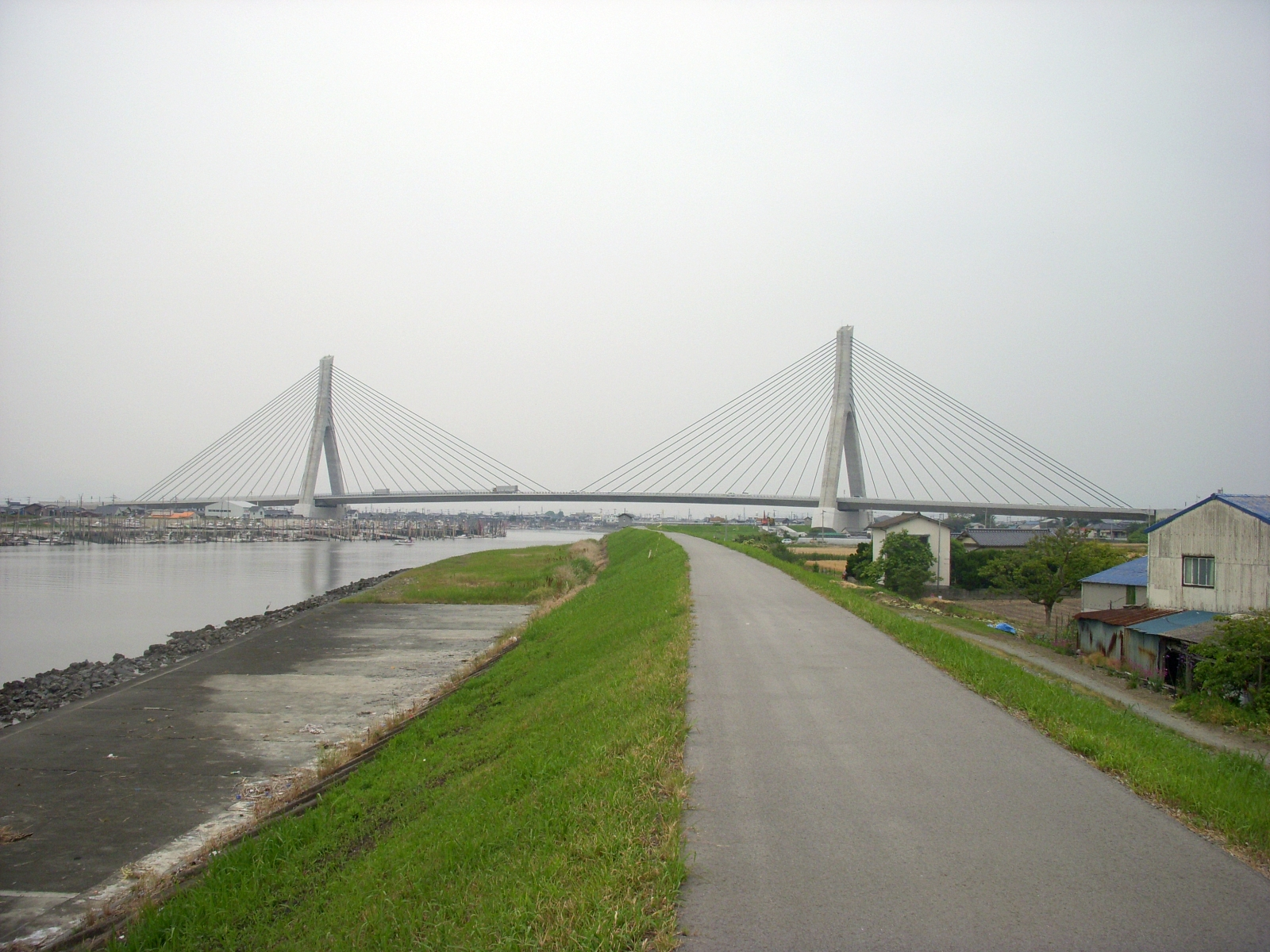
矢部川大橋（福岡県みやま市・柳川市）

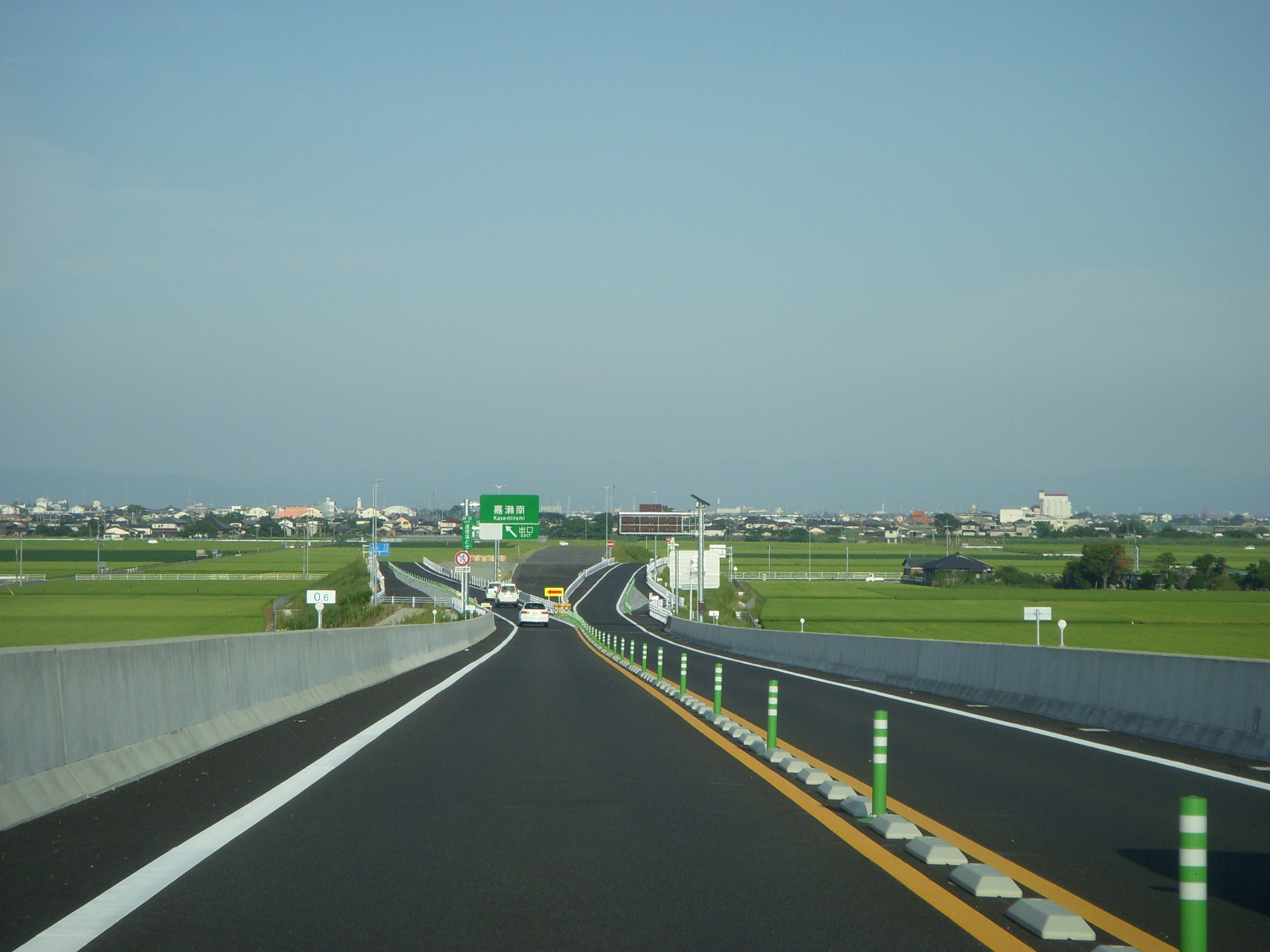
佐賀福富道路・嘉瀬南IC付近（佐賀県佐賀市）

有明海沿岸道路（ありあけかいえんがんどうろ、略称:有明沿岸道、英語: ARIAKE ENGAN ROAD、有沿道）は、福岡県大牟田市と佐賀県鹿島市の間を結ぶ約55キロメートル (km) の地域高規格道路（自動車専用道路）であり、国道208号および国道444号のバイパスでもある。
将来的には、大牟田市から南進して熊本県熊本市の熊本天草幹線道路まで延伸する構想（有明海沿岸道路（II期））や、鹿島市から南進して長崎県諫早市まで延伸する構想もある。

## 概要
有明海沿岸の都市群を結ぶことにより、深刻な渋滞箇所が存在する国道208号等の混雑緩和と交通安全の確保を主目的として計画・事業化された。地域間の交流促進を図るとともに、接続する道路を介して各種広域交通拠点との結節機能ももつ。
現時点においては、大牟田高田道路、高田大和バイパス、大川バイパス、大川佐賀道路、佐賀福富道路、福富鹿島道路が整備区間に指定されており、うち大牟田高田道路・高田大和バイパス・大川バイパスの全線と、大川佐賀道路・佐賀福富道路の一部が供用されている。

### 大牟田高田道路
大牟田高田道路は、福岡県大牟田市から同県みやま市高田町に至る国道208号のバイパスである。
- 起点 : 福岡県大牟田市新港町（三池港IC）[6]
- 終点 : 福岡県みやま市高田町黒崎開（黒崎IC）[6]
- 延長 : 8.6 km[6]
- 規格 : 第1種第3級[6]
- 設計速度 : 80 km/h[6]
- 車線数 : 4車線[6]
- 事業化 : 1999年度（平成11年度）[6]
- 全線供用：2012年（平成24年）1月29日

現時点では、有明海沿岸道路の南東端にあたる。三池港インターチェンジ (IC) を起点とし、大牟田ICから健老IC付近にかけては埋立地に立地する工場地帯の中を突き抜けるため、高いフェンスで覆われていて周囲が見渡せない区間も存在するが、健老ICを過ぎて堂面川橋（健昭橋）を渡ると一転して干拓地の広がるのどかな風景となる。大牟田北ICでは、接続する熊本県道・福岡県道10号南関大牟田北線を介して九州自動車道南関ICに繋がっており、大牟田市沿岸部と九州道を結ぶ最短ルートとなっている。干拓地からやや内陸側に向きを変え、右手に見える黒崎公園を通り過ぎた所に位置する黒崎ICに至り、そのまま高田大和バイパスへと続く。なお、後述の三池港IC連絡路は本事業により整備される。

### 高田大和バイパス
高田大和バイパスは、福岡県みやま市高田町から同県柳川市大和町に至る国道208号のバイパスである。
- 起点 : 福岡県みやま市高田町黒崎開（黒崎IC）[6]
- 終点 : 福岡県柳川市大和町徳益（徳益IC）[6]
- 延長 : 8.9 km[6]
- 規格 : 第1種第3級[6]
- 設計速度 : 80 km/h[6]
- 車線数 : 4車線[6]
- 事業化 : 1988年度（昭和63年度）[6]
- 全線供用：2012年（平成24年）9月9日

起点は大牟田高田道路から続く黒崎IC。黒崎ICから高田ICにかけての区間は干拓地の中を通るため、見晴らしがいい。高田ICから矢部川大橋を渡って徳益ICに至り、そのまま大川バイパスへと続く。

### 大川バイパス
大川バイパスは、福岡県柳川市から同県大川市に至る国道208号のバイパスである。
- 起点 : 福岡県柳川市大和町徳益（徳益IC）[6]
- 終点 : 福岡県大川市大野島（大野島IC）[6]
- 延長 : 10.0 km[6]
- 規格 : 第1種第3級[6]
- 設計速度 : 80 km/h[6]
- 車線数 : 4車線[6]
- 事業化 : 1993年度（平成5年度）・2000年度（平成12年度）（延伸部）[6]
- 全線供用：2021年（令和3年）3月14日

起点は高田大和バイパスから続く徳益IC。国道443号・国道208号現道をオーバークロスする。全線が供用されている。大川東ICから大野島ICにかけての筑後川を跨ぐ区間は、2021年（令和3年）3月14日に開通した。なお大川東ICから大川中央ICにかけては、国鉄佐賀線跡地を転用している（福岡県道716号水田大川線を参照）。

### 大川佐賀道路
大川佐賀道路は、福岡県大川市から佐賀県佐賀市に至る予定の国道208号のバイパスである。
- 起点 : 福岡県大川市大野島（大野島IC）[6]
- 終点 : 佐賀県佐賀市嘉瀬町大字十五（佐賀JCT（仮称））[6]
- 延長 : 9.0 km[6]
- 規格 : 第1種第3級[6]
- 設計速度 : 80 km/h[6]
- 車線数 : 4車線
- 事業化 : 2001年度（平成13年度）[6]

国土交通省の事業評価によれば、大川佐賀道路の新規採択時事業評価は、将来に得られる便益が1580億円、建設・維持にかかる費用が589億円である。すなわち、同区間の1 kmあたりの便益は158億円となる。大野島IC - 諸富IC間が2022年（令和4年）11月12日に開通した。

### 佐賀福富道路
佐賀福富道路は、佐賀県佐賀市から同県杵島郡白石町に至る予定の国道444号のバイパスである。
- 起点 : 佐賀県佐賀市嘉瀬町中原（佐賀JCT（仮称））[10]
- 終点 : 佐賀県杵島郡白石町福富（福富IC）[10]
- 延長 : 10.5 km[10]
- 規格 : 第1種第3級
- 設計速度 : 80 km/h
- 車線数 : 暫定2車線[10]
- 事業化 : 2001年度（平成13年度）

### 福富鹿島道路
福富鹿島道路は、佐賀県杵島郡白石町で事業中の国道444号のバイパスである
- 起点 : 佐賀県杵島郡白石町福富（福富IC）[10]
- 終点 : 佐賀県杵島郡白石町深浦（国道207号交点）[11][10]
- 延長 : 9 km[10]
- 規格 : 第1種第3級
- 設計速度 : 80 km/h
- 車線 : 暫定2車線
- 事業化 : 2005年度（平成17年度）

## 有明海沿岸道路（II期）

### 三池港IC連絡路
三池港IC連絡路は単独の事業ではなく、大牟田高田道路の事業として、三池港IC形状変更として事業化された。
- 起点 : 熊本県荒尾市大島（荒尾北IC）
- 終点 : 福岡県大牟田市新港町（三池港IC）
- 延長 : 2.7 km
- 規格 : 第1種第3級
- 設計速度 : 80 km/h
- 車線数 : 2車線
- 事業化 : 2014年度（平成26年度）

### 荒尾道路
- 起点 : 熊本県荒尾市荒尾（荒尾南IC）
- 終点 : 熊本県荒尾市大島（荒尾北IC）
- 延長 : 2.2 km
- 規格 : 第1種第3級
- 設計速度 : 80 km/h
- 車線数 : 2車線
- 事業化 : 2023年度（令和5年度）

### 延伸計画
- 大牟田市～長洲町[15]　都市計画決定済。三池港IC連絡路、荒尾道路は事業化。
- 長洲町～玉名市[16]
- 玉名市～熊本市[17]

## インターチェンジなど
- IC番号欄の背景色が■である部分については道路が開通済みの区間を示している。また、施設名欄の背景色が■である部分は施設が供用開始されていない、または完成していない事を示す。なお、未開通区間の名称は仮称である。
- 路線名の特記がないものは市町道。
- 『（間）』は他の道路を介して接続している間接接続。
- 大和南ICから柳川西ICまでは、側道である県道771号谷垣徳益線・772号徳益蒲船津線・703号柳川筑後線バイパスと各インターチェンジで接続する。
- 大川東ICから大川中央ICまでは、側道である県道716号水田大川線と各インターチェンジで接続する。

| IC番号                                      | 施設名     | 接続路線名                 | 起点から (km) | 備考                   | 所在地 | 所在地        |
| ------------------------------------------- | ---------- | -------------------------- | ------------- | ---------------------- | ------ | ------------- |
| 有明海沿岸道路（II期） 熊本方面（候補路線） |            |                            |               |                        |        |               |
| -                                           | 荒尾南IC   | 国道389号                  | -             | 事業中                 | 熊本県 | 荒尾市        |
| -                                           | 荒尾北IC   | 国道389号                  | -             | 事業中                 | 熊本県 | 荒尾市        |
|                                             | 三池港IC   | 県道736号三池港線          | 0.0           |                        | 福岡県 | 大牟田市      |
|                                             | 大牟田IC   | （間）国道389号            | 1.9           |                        | 福岡県 | 大牟田市      |
|                                             | 健老IC     | （間）県道18号大牟田川副線 | 4.0           |                        | 福岡県 | 大牟田市      |
|                                             | 大牟田北IC | 県道10号南関大牟田北線     | 5.0           |                        | 福岡県 | 大牟田市      |
|                                             | 黒崎IC     | 県道18号大牟田川副線       | 8.6           | 大牟田方面出入口のみ   | 福岡県 | みやま市      |
|                                             | 高田IC     | 県道18号大牟田川副線       | 11.7          |                        | 福岡県 | みやま市      |
|                                             | 大和南IC   | 県道771号谷垣徳益線        | 13.7          | 大牟田方面出入口のみ   | 福岡県 | 柳川市        |
|                                             | 大和北IC   | 県道771号谷垣徳益線        | 14.3          | 大川方面出入口のみ     | 福岡県 | 柳川市        |
|                                             | 徳益IC     | 県道771号谷垣徳益線        | 16.3          | 大牟田方面出入口のみ   | 福岡県 | 柳川市        |
|                                             | 三橋IC     | 国道443号                  | 19.2          | 大川方面出入口のみ     | 福岡県 | 柳川市        |
|                                             | 柳川東IC   | 県道23号久留米柳川線       | 20.4          | 大牟田方面出入口のみ   | 福岡県 | 柳川市        |
|                                             | 柳川西IC   | （間）国道385号            | 21.4          | 大川方面出入口のみ     | 福岡県 | 柳川市        |
|                                             | 大川東IC   | 県道765号鐘ヶ江酒見間線    | 23.8          | 大牟田方面出入口のみ   | 福岡県 | 大川市        |
|                                             | 大川中央IC | 県道768号新田榎津線        | 25.7          | 大野島IC方面出入口のみ | 福岡県 | 大川市        |
|                                             | 大野島IC   | 県道18号大牟田川副線       | 27.5          |                        | 福岡県 | 大川市        |
|                                             | 諸富IC     | 国道444号                  | 29.2          |                        | 佐賀県 | 佐賀市        |
| -                                           | 川副IC     | 川副中央幹線               | -             | 2026年度開通予定       | 佐賀県 | 佐賀市        |
| -                                           | 空港東IC   | 県道30号佐賀川副線         | -             | 事業中                 | 佐賀県 | 佐賀市        |
| -                                           | 空港西IC   | 県道48号佐賀外環状線       | -             | 事業中                 | 佐賀県 | 佐賀市        |
| -                                           | 東与賀IC   | 県道48号佐賀外環状線       | -             | 事業中                 | 佐賀県 | 佐賀市        |
| -                                           | 佐賀JCT    | 佐賀唐津道路（調査区間）   | -             | 事業中                 | 佐賀県 | 佐賀市        |
|                                             | 嘉瀬南IC   | 県道287号十五中原線        | -             |                        | 佐賀県 | 佐賀市        |
|                                             | 久保田IC   | 県道48号佐賀外環状線       | -             |                        | 佐賀県 | 佐賀市        |
|                                             | 芦刈IC     | 国道444号                  | -             |                        | 佐賀県 | 小城市        |
|                                             | 芦刈南IC   | （間）国道444号            | -             |                        | 佐賀県 | 小城市        |
|                                             | 福富北IC   | 白石町道                   | -             | 嘉瀬南IC方面出入口のみ | 佐賀県 | 杵島郡 白石町 |
|                                             | 福富IC     | 佐賀県道36号武雄福富線     | -             |                        | 佐賀県 | 杵島郡 白石町 |
| -                                           |            |                            | -             | 事業中                 | 佐賀県 | 杵島郡 白石町 |
| -                                           |            |                            | -             | 事業中                 | 佐賀県 | 杵島郡 白石町 |
| -                                           |            | 国道207号                  | -             | 事業中                 | 佐賀県 | 杵島郡 白石町 |

- 大川東IC - 大川中央IC間に並行する一般道路部については、福岡県道716号水田大川線の各記事を参照。
- 福富鹿島道路については、2006年（平成18年）から道路のルートやインターチェンジの位置を検討中。

## 歴史
- 1985年（昭和60年）度 : 高田大和バイパスの都市計画決定。
- 1988年（昭和63年）度 : 高田大和バイパスを一般バイパスとして事業化[6]。
- 1993年（平成5年）度 : 大川バイパス (3 km) 事業化[6]。
- 1994年（平成6年）12月16日 : 福岡県大牟田市から佐賀県鹿島市までの路線として地域高規格道路の計画路線に指定。
- 1995年（平成7年）4月 : 高田大和バイパス、大川バイパスが地域高規格道路の整備区間に指定[6]。
- 1997年（平成9年）9月 : 大牟田高田道路が地域高規格道路の整備区間に指定[6]。
- 1998年（平成10年）
  - 6月16日 : 福岡県大牟田市から熊本県熊本市までの区間が有明海沿岸道路（II期）として地域高規格道路の候補路線に指定[6]。
  - 12月 : 大川バイパス (7 km) が地域高規格道路の整備区間に指定。大牟田高田道路、高田大和バイパス、大川バイパスが都市計画決定。高田大和バイパス、大川バイパスが自専道として事業着手。
- 1999年（平成11年）度 : 大牟田高田道路 事業化[6]。
- 2000年（平成12年）度 : 大川バイパス 事業化（7 km延伸）[6]。
  - 12月20日 : 大川佐賀道路、佐賀福富道路が地域高規格道路の整備区間に指定。
- 2001年（平成13年）度 : 大川佐賀道路事業化[6]。
- 2005年（平成17年）3月25日 : 福富鹿島道路が地域高規格道路の整備区間に指定。
- 2007年（平成19年）2月 : 佐賀福富道路（嘉瀬南IC - 福富IC間）事業化。
- 2008年（平成20年）
  - 3月29日 : 大牟田IC - 高田IC間（自専部9.8 km）・大和南IC - 柳川西IC間（一般部7.7 km）・柳川西IC - 大川東IC間（自専部2.4 km）・大川東IC - 大川中央IC間（一般部1.9 km）開通[6]。
  - 8月9日 : 三池港IC - 大牟田IC間 本格着工。
  - 9月8日 : 健老IC 供用開始。
- 2009年（平成21年）3月14日 : 高田IC - 大和南IC間（自専部2.0 km) 開通[6]。
- 2011年（平成23年）3月6日 : 嘉瀬南IC - 久保田IC間 (1.7 km) 開通。
- 2012年（平成24年）
  - 1月29日 : 三池港IC - 大牟田IC間（自専部1.9 km) 開通[6]。
  - 9月9日 : 大和南IC - 徳益IC間（自専部3.2 km) 開通[6]。
- 2013年（平成25年）
  - 1月28日 : 黒崎IC - 大牟田北IC間（上り線） (1.6 km) 片側2車線化。
  - 3月30日 : 久保田IC - 芦刈IC間 (2.8 km) 開通。
  - 9月25日 : 大牟田北IC - 黒崎IC間（下り線） (1.8 km) 片側2車線化[19]。
- 2016年（平成28年）
  - 3月26日 : 芦刈IC - 芦刈南IC間 (2.0 km) 開通[20]。
  - 6月23日 : 芦刈南IC出口ランプ付近で、雨が原因で盛土が崩落し、芦刈IC - 芦刈南ICが通行止めになる[21]。
- 2017年（平成29年）9月16日 : 徳益IC - 柳川西IC（自専部4.5 km) 開通[6][22]。
- 2018年（平成30年）
  - 3月30日 : 芦刈IC - 芦刈南ICの上り線が復旧[23]。
  - 12月26日 : 芦刈IC - 芦刈南ICの下り線が復旧[24]。
- 2020年（令和2年）7月27日 : 久保田IC - 芦刈IC間の路面で芦刈IC方向へ1.5 kmの地点（佐賀市久保田町）の下り線で約70 mのひび割れが見つかり、同区間が通行止めになる[25]。
- 2021年（令和3年）
  - 3月14日 : 大川東IC - 大野島IC間 (3.7 km) 開通[7]。
  - 7月24日 : 芦刈南IC - 福富IC間 (3.5 km) 開通[26]。
- 2022年（令和4年）11月12日 : 大野島IC - 諸富IC間 (1.7 km) 開通[8]。

### 今後の予定
暫定開通区間における将来の自専道部の4車線化および一般道路部併設区間の未供用区間については、調査・設計が進められている。佐賀市に設置が計画されている佐賀JCTでは、地域高規格道路の佐賀唐津道路に接続（E34 長崎自動車道および E35 西九州自動車道に連絡）する見通し。

## 路線状況

### 主な構造物
- 諏訪川橋（210 m）（三池港IC - 大牟田IC）[6]
- 諏訪公園橋（150 m）（大牟田IC - 健老IC）[27]
- 健昭橋（堂面川橋）（201 m）（健老IC - 大牟田北IC）[6][27]
- 楠田川橋（潮風橋）（74 m）（黒崎IC - 高田IC）[27]
- 矢部川大橋（517 m）（高田IC - 大和南IC）[6][27]
- 皿垣連続高架橋（423 m）（高田IC - 大和南IC）[6][27]
- 坂井橋（66 m）（柳川西IC - 大川東IC）[27]
- 有明筑後川大橋（1,008 m）（大川中央IC - 大野島IC）[7][28][29]
- 有明早津江川橋（854 m）（大野島IC - 諸富IC）[8][28]
- 諸富高架橋（330 m）（大野島IC - 諸富IC）[8]
- 有明嘉瀬川大橋（710 m）（嘉瀬南IC - 久保田IC）
- 六角川大橋（982 m）（芦刈南IC - 福富北IC）

### サービスエリア・パーキングエリアなど
有明海沿岸道路の周辺では柳川市などを中心にロードサイド店舗が点在しており、無料で出入りが可能であることから、沿線にサービスエリア・パーキングエリアなどはない。なお、2019年（令和元年）6月1日に福富ICに隣接する形で道の駅しろいしが開業した。

### 交通量
24時間交通量（台）道路交通センサス
| 区間                  | 平成22（2010）年度 | 平成27（2015）年度 | 令和3（2021）年度 |
| --------------------- | ------------------ | ------------------ | ----------------- |
| 三池港IC - 大牟田IC   | 調査当時未開通     | 非観測             | 16,445            |
| 大牟田IC - 健老IC     | 非観測             | 非観測             | 20,501            |
| 健老IC - 大牟田北IC   | 16,734             | 14,409             | 19,839            |
| 大牟田北IC - 黒崎IC   | 19,256             | 16,581             | 23,014            |
| 黒崎IC - 高田IC       | 16,735             | 14,410             | 20,558            |
| 高田IC - 大和南IC     | 13,307             | 11,459             | 20,729            |
| 大和南IC - 大和北IC   | 調査当時未開通     | 非観測             | 20,406            |
| 大和北IC - 徳益IC     | 調査当時未開通     | 非観測             | 20,406            |
| 徳益IC - 三橋IC       | 調査当時未開通     | 非観測             | 20,406            |
| 三橋IC - 柳川東IC     | 調査当時未開通     | 非観測             | 20,406            |
| 柳川東IC - 柳川西IC   | 調査当時未開通     | 非観測             | 20,406            |
| 柳川西IC - 大川東IC   | 11,351             | 9,770              | 15,831            |
| 大川東IC- 大川中央IC  | 非観測             | 非観測             | 15,831            |
| 大川中央IC - 大野島IC | 調査当時未開通     | 調査当時未開通     | 15,831            |
| 大野島IC - 諸富IC     | 調査当時未開通     | 調査当時未開通     | 調査当時未開通    |
| 嘉瀬南IC - 久保田IC   | 調査当時未開通     | 12,405             | 13,956            |
| 久保田IC - 芦刈IC     | 調査当時未開通     | 19,230             | 18,966            |
| 芦刈IC - 芦刈南IC     | 調査当時未開通     | 調査当時未開通     | 11,289            |
| 芦刈南IC - 福富北IC   | 調査当時未開通     | 調査当時未開通     | 調査当時未開通    |
| 福富北IC - 福富IC     | 調査当時未開通     | 調査当時未開通     | 調査当時未開通    |

（出典：「平成22年度道路交通センサス」・「平成27年度全国道路・街路交通情勢調査」・「令和3年度全国道路・街路交通情勢調査」（国土交通省ホームページ）より一部データを抜粋して作成）

## 地理

### 通過する市町村
- 福岡県
  - 大牟田市 - みやま市 - 柳川市 - 大川市
- 佐賀県
  - 佐賀市 - 小城市 - 杵島郡白石町

## ギャラリー

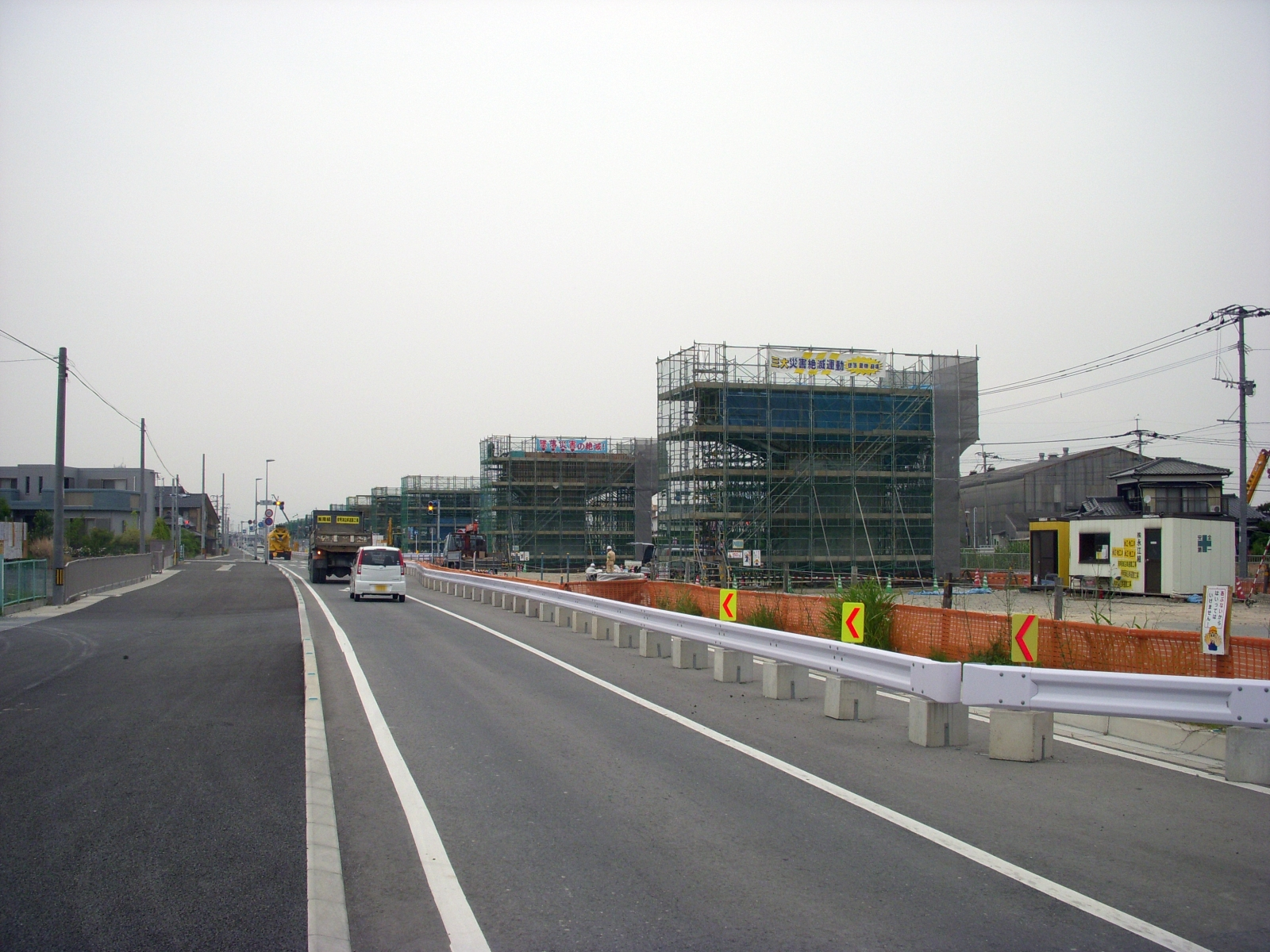
建設が進む自動車専用道路区間（福岡県柳川市大和町・2009年5月）
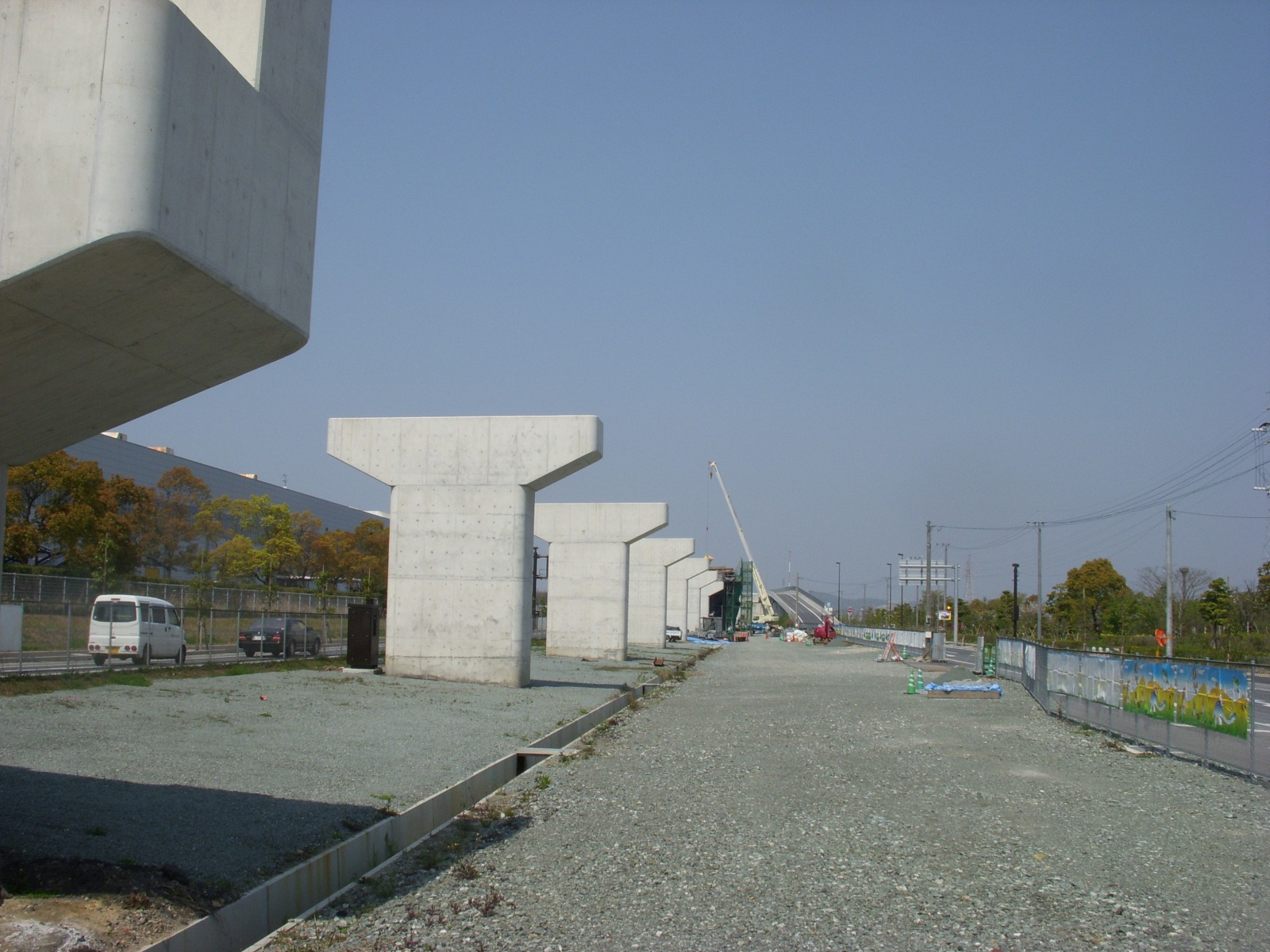
建設が進む三池港方面の様子（大牟田IC付近）
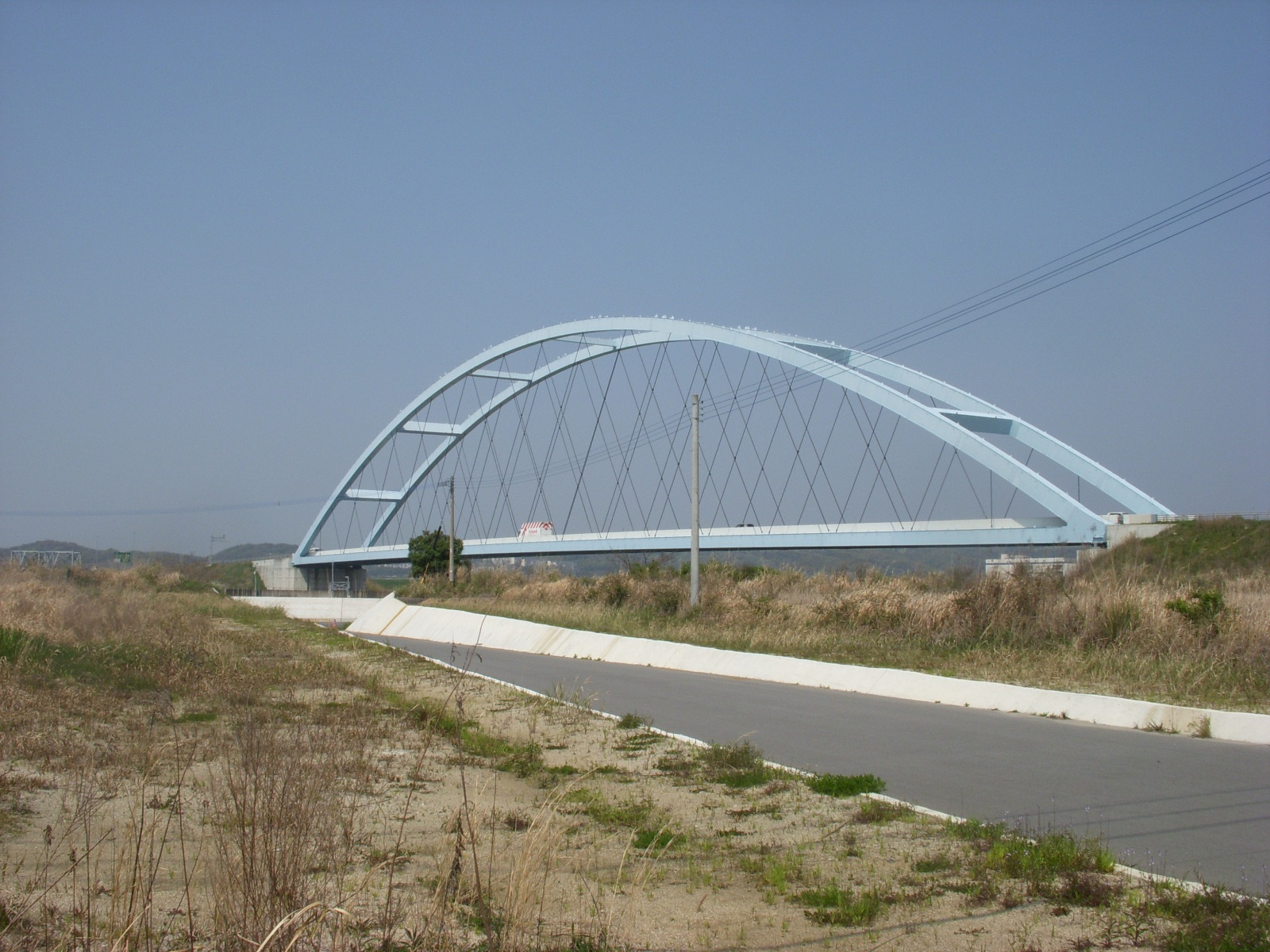
堂面川橋（福岡県大牟田市）
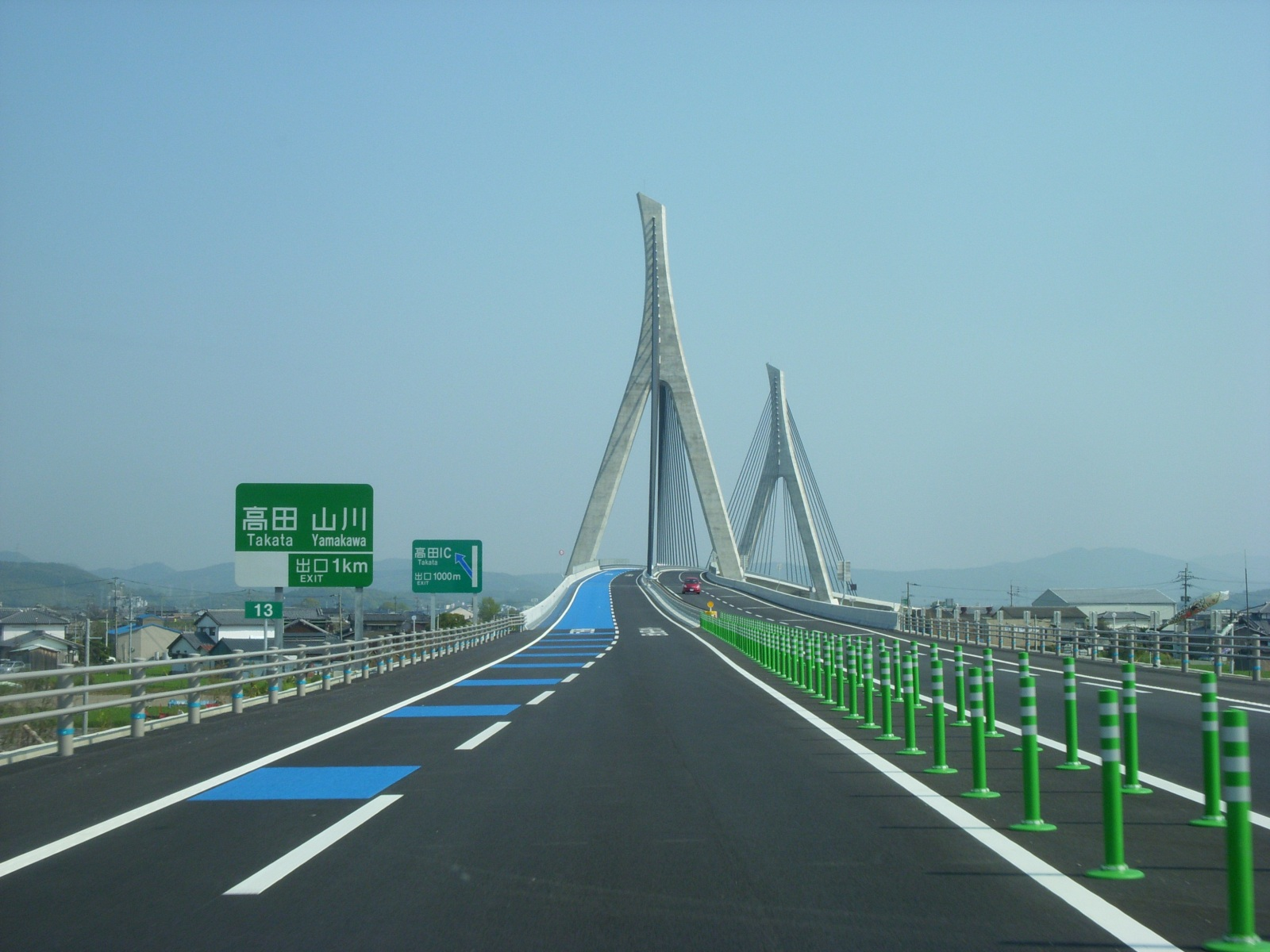
矢部川大橋付近（福岡県柳川市大和町）
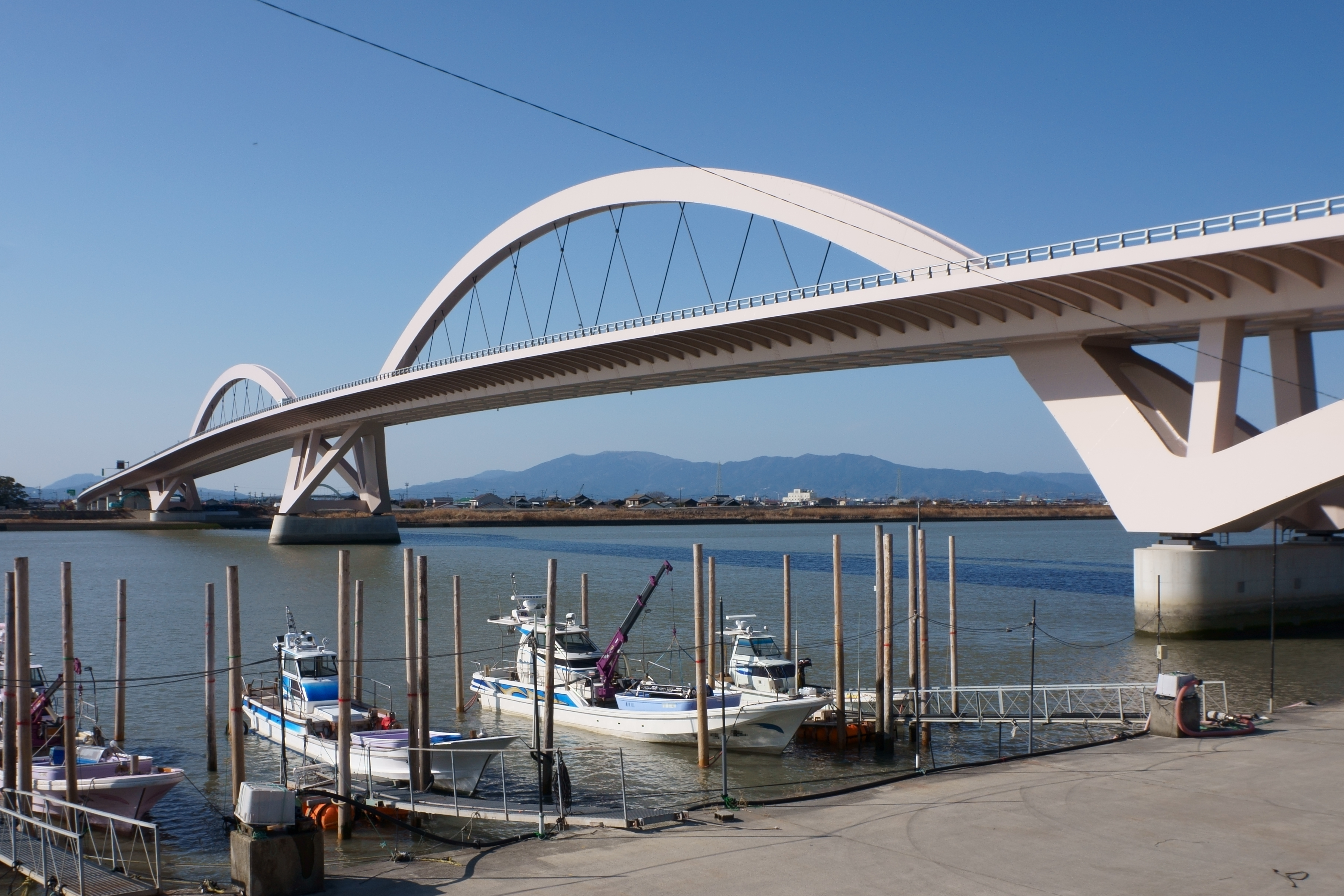
有明筑後川大橋（福岡県大川市）
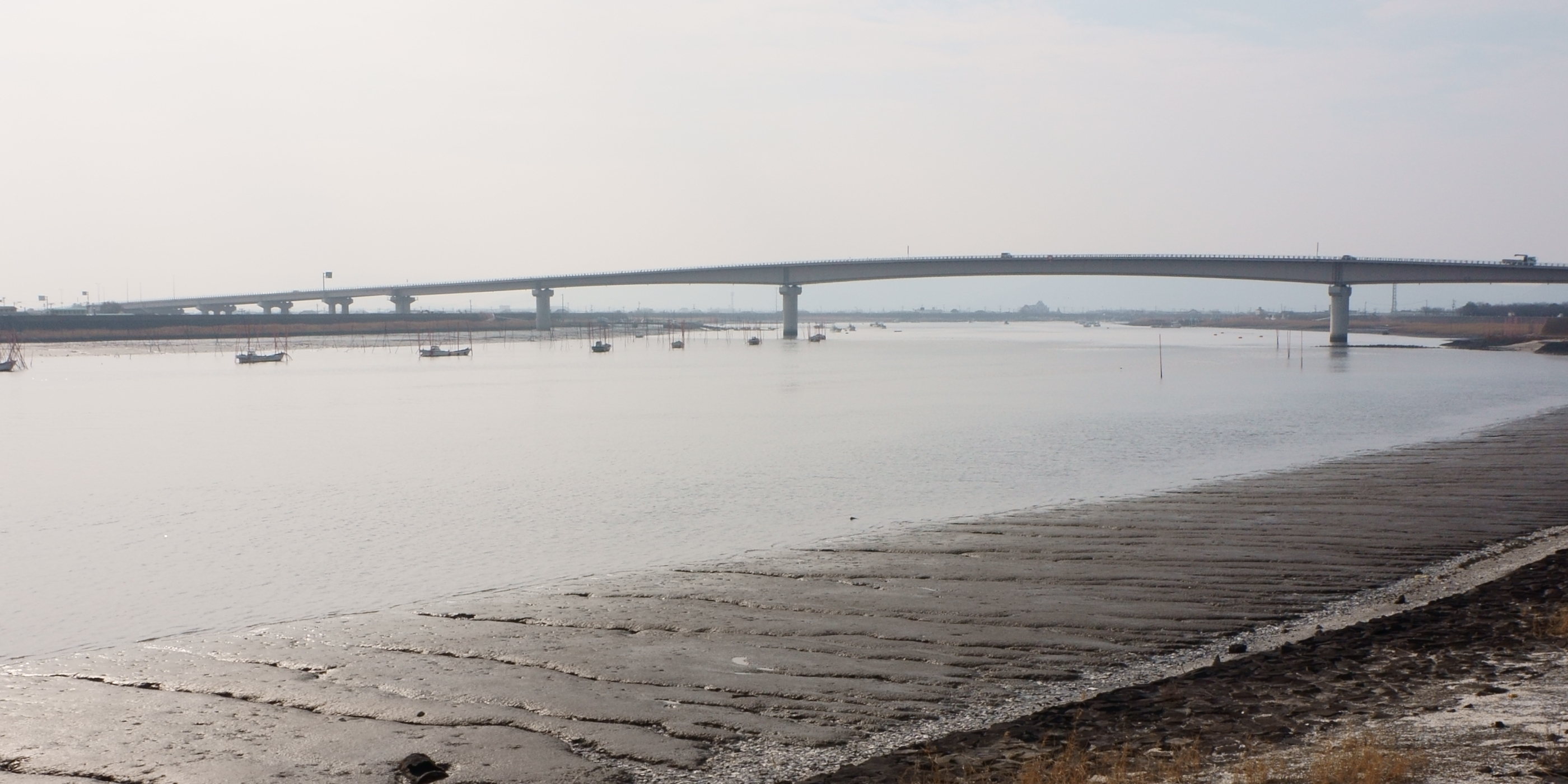
六角川大橋（佐賀県小城市・白石町）
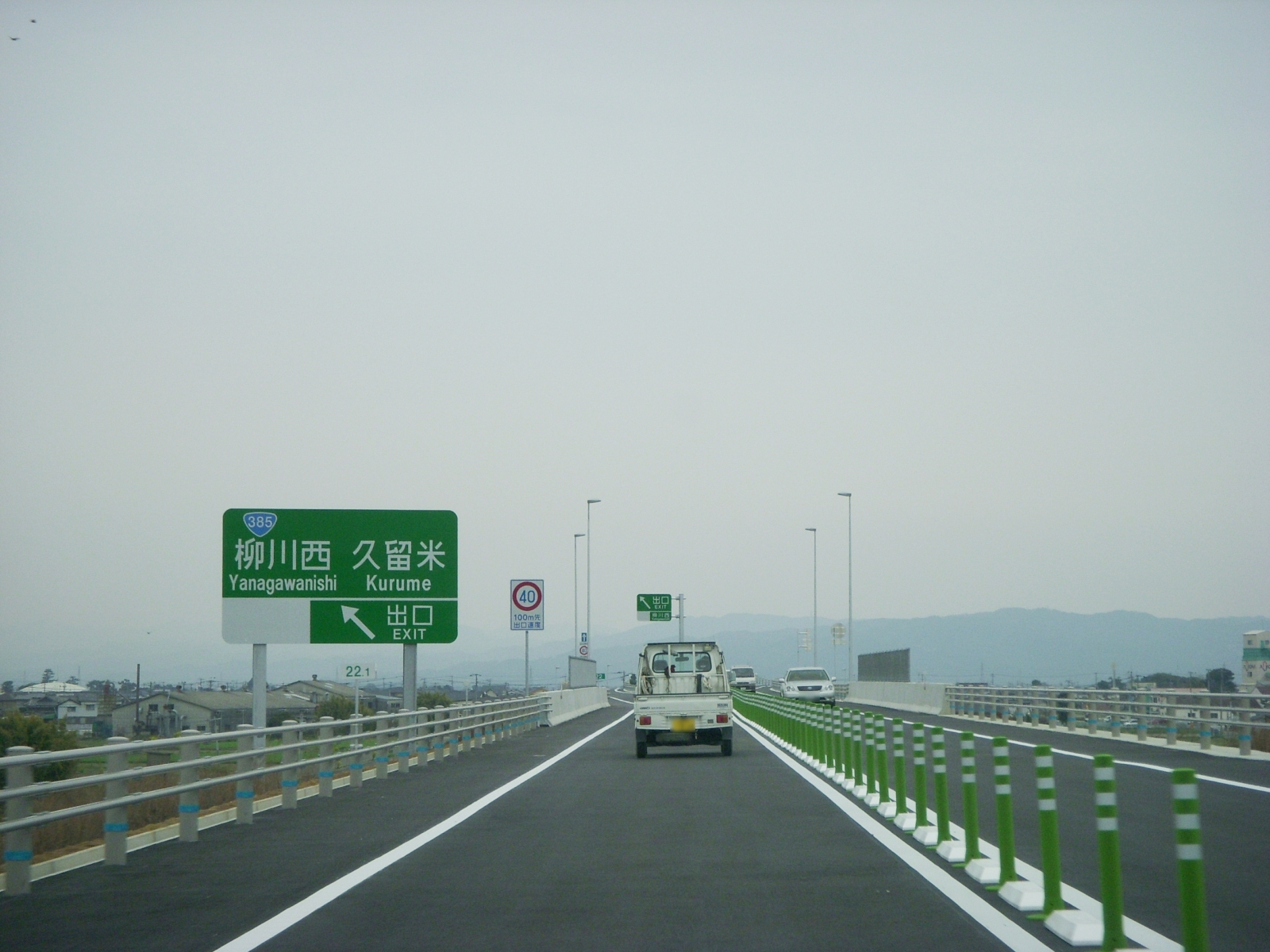
有明海沿岸道路 柳川西IC出口
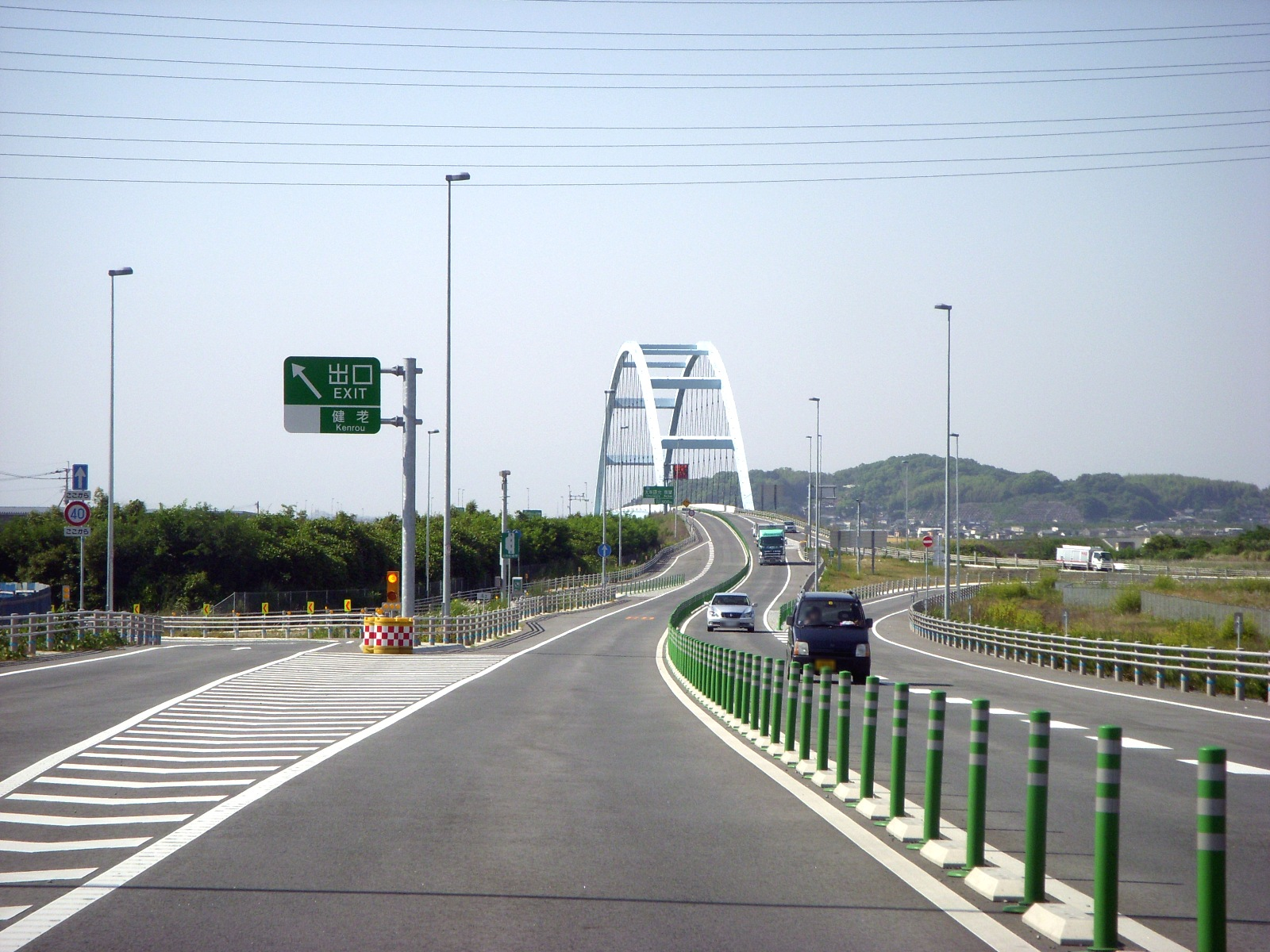
健老IC付近の本線部（福岡県大牟田市）